# J.F. Hillebrand Group
Die J.F. Hillebrand Group AG (gegründet 1844 als Spedition J. F. Hillebrand) ist ein Wein- und Getränkelogistiker mit Sitz in Mainz. Das Unternehmen ist seit 2021 eine Tochtergesellschaft der Deutschen Post AG.

## Geschichte
In der Mitte des 19. Jahrhunderts blühte mit der Rheinromantik auch der Weinhandel in Mainz neu auf. Johann Friedrich Hillebrand erwarb Leichter zum Flusstransport und setzte damit das Binnenschifffahrtsgeschäft seiner Vorfahren fort. Die 1853 neu eröffnete Bahnstrecke Mainz–Ludwigshafen und die 1859 neu gebaute linke Rheinstrecke waren die Basis für die Ausdehnung des Geschäfts auf die Schiene und die Einbeziehung der Ostmärkte. 1875 folgte die Söhne-Generation mit Dionis und Ludwig Damian Hillebrand und baute den Rhein-Güterverkehr weiter aus. Zusätzlich zum Kerngeschäft übernahmen sie die Mainzer Vertretung für Schiffspassagen der Hamburg-Amerika-Linie für die Hamburg-Amerikanische Packetfahrt-Actien-Gesellschaft.
Nach dem Zweiten Weltkrieg begann Karl Hillebrand, Dionis' Sohn, den Interzonenhandel zwischen der französisch besetzten Zone Mainz und Umgebung zur amerikanisch besetzten Zone in Mainz-Kastel. Der aus alliierter Kriegsgefangenschaft zurückgekehrte Jan W. Hillebrand übernahm die Leitung der Mainzer Lagerhaus A.G., die 1953 in die Spedition Hillebrand eingegliedert wurde.
Die Spedition exportierte bis in die 1960er Jahre weltweit, hauptsächlich Deutsche Weine. Ab Mitte des Jahrzehnts kamen mehr und mehr genormte Container im Logistikgeschäft zum Einsatz. Die stabilen, verschlossenen Behälter boten den Vorteil, dass die attraktive Fracht besser vor Transportschäden und Diebstählen geschützt wurde. Mit Hillebrands Wine-Line wurde dieses Konzept auch auf weitere klassische europäische Weinexportländer ausgedehnt. 1974 erfolgte der Umzug auf das neue Firmengelände in Mainz-Hechtsheim. Im Jahr 1986 schied Jan W. Hillebrand aus dem Unternehmen aus und übergab das Geschäft an Christof J. F. Hillebrand, aus der fünften Generation der Gründerfamilie.
2006 wurde Hillebrand durch das belgische Private-Equity-Unternehmen Cobepa erworben. Im August 2021 übernahm die Deutsche Post AG den Getränkelogistiker für einen Kaufpreis von 1,5 Milliarden Euro.

## Geschäftsgebiet
Das Geschäftsgebiet der Spedition J. F. Hillebrand liegt im Frachtverkehr mit Wein und Spirituosen. Geliefert wird weltweit, Hauptliefergebiet ist Nordamerika und Kanada. Bei Seetransporten arbeitet man überwiegend mit Hapag-Lloyd zusammen. J. F. Hillebrand France (Beaune, Bordeaux) wickelt ca. 65 % aller französischen Weinexporte in die Vereinigten Staaten von Amerika ab, 80 % der französischen Weinexporte nach Kanada, sowie 70 % nach Japan.
Das Unternehmen bewegt 40–50 % der Weineinfuhren (volumenbasiert) nach Deutschland. Etwa ein Drittel davon ist Bulk-Ware (Fasswein). Fertigpackungen (Flaschenware) können zum Beispiel in klimatisierten ISO-Containern (Reefern) transportiert werden.
2011 unterhielt die GmbH 47 Büros in 32 Ländern. Der Umsatz im Jahr 2009 betrug nach Angaben des Unternehmens 567 Millionen Euro und befand sich damit auf dem Niveau von vor der Wirtschaftskrise.